# Copestylum robustum
Copestylum robustum är en tvåvingeart som först beskrevs av Sack 1941.  Copestylum robustum ingår i släktet Copestylum och familjen blomflugor.
Artens utbredningsområde är Peru. Inga underarter finns listade i Catalogue of Life.